# Hippodrome d'Ostende
Pour les articles homonymes, voir Wellington (homonymie).
L'hippodrome d'Ostende (en néerlandais : Wellingtonrenbaan) est un hippodrome à Ostende qui a été construit en 1883 d'après les plans de style « Belle Époque » de l'architecte Antoine Dujardin.

## Histoire

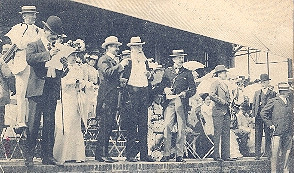
Le roi Léopold II de Belgique à l'hippodrome.

Ce champ de course a été construit sur le territoire d'un ancien fort napoléonien nommé Fort Royal (1811-1812).
Ce fort jadis situé dans le faubourg ouest d'Ostende avait été érigé selon des plans identiques à ceux du fort Impérial (appelé ultérieurement fort Napoléon). Il n'était toutefois pas terminé à la chute de Napoléon, mais les forces anglaises en terminèrent la construction, aux frais du royaume uni des Pays-Bas qui renommèrent l'édifice fort Willem, en l'honneur du roi Guillaume Ier des Pays-Bas. Puis fort Wellington après la victoire alliée à la bataille de Waterloo. 
Les travaux se terminent en octobre 1816. Doté d'une batterie de huit canons, le fort était toutefois fort négligé. Un document de 1816 mentionne un poste de garde limité à deux soldats. Dans un autre document de 1817, il est fait mention du fait que ces  soldats laissaient le mobilier être dérobé sans beaucoup réagir. En 1820, la situation est désespérée : plus de 200 fenêtres sont détruites, les portes forcées, les contrepoids des ponts levis, de même que de nombreuses pièces de ferronnerie ont été dérobés. Après l'Indépendance de la Belgique en 1830, le fort est appelé fort Louise, en l'honneur de la reine des Belges.
Le baron Félix Chazal, ministre de la guerre, décida en 1865 que Ostende ne devait plus être une forteresse, les murailles furent démantelées, mais le fort resta en activité. 
En 1870, il fut utilisé pour l'internement d'une centaine de militaires français victimes de la bataille de Sedan et exilés pour raisons sanitaires. 
En 1883 enfin, le fort fut intégré au complexe hippique dont il devint l'entrée, avec adjonction de tourelles. 
La construction sera détruite et remplacée par une infrastructure plus moderne après la seconde guerre mondiale.
L’hippodrome longe la digue et la galerie royale, à proximité de la résidence royale, comme l'avait voulu le roi Léopold II de Belgique.

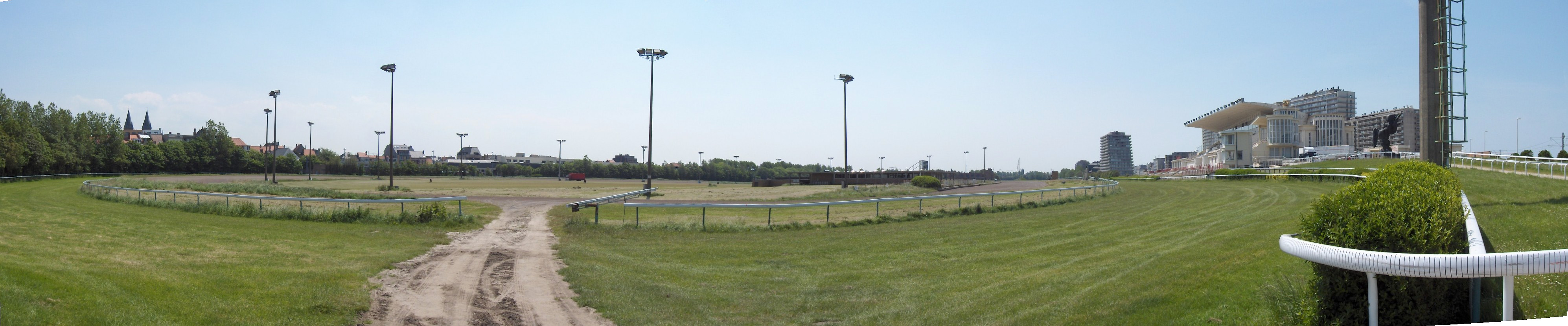
Vue panoramique de l'hippodrome.

La tribune principale est construite selon les plans de l'architecte français Alexandre Marcel, sur les fondations du fort. 
Le signal de départ de la première course fut donné en 1883 par le duc de Wellington (Arthur Wellesley, (1852-1884)) et le roi Léopold II. Ce dernier visita régulièrement le champ de course notamment avec des invités de marque comme le Shah de Perse. L'hippodrome devint donc rapidement un lieu mondain.
En 1899 fut installé un stand de tir aux pigeons. À proximité du fort furent installés vers 1900 quatre terrains de tennis qui ont depuis déménagé successivement à proximité de l'ancien Palace Hotel, puis des galeries royales dont ils furent délogés par la construction de l'hôtel Thermae avant de s'installer sur le site de l'Ostend Tennis Club à l'avenue de la reine. 
L'âge d'or de l'activité hippique se termine avec la seconde guerre mondiale. Le champ de course est miné et la plupart des bâtiments sont détruits. 
Une reconstruction a toutefois lieu à partir de 1947 sur des plans de Victor Fobert alors que Marcel Mollemans conçoit le grand hall, ajouté en 1962. 
En 1998, le champ de course (en ce compris la piste d'exercice) sont classés alors que le nombre de courses diminue sans cesse, se limitant aux weekends d'été. L'infrastructure est aussi utilisée occasionnellement pour de grands concerts (Michael Jackson en 1997, Bon Jovi en 2003... et un terrain de golf (9 trous) y est installé alors que le championnat belge de cross-country s'y déroule chaque année.

## Représentations artistiques
Dans les environs des années 1880, James Ensor a peint une petite toile à l'huile représentant le Fort Wellington. 
Léon Spilliaert a fait une aquarelle nommée « De Wellingtonrenbaan te Oostende » en 1945 avec les bâtiments restant après la Seconde Guerre mondiale.

## Galerie

### Photos

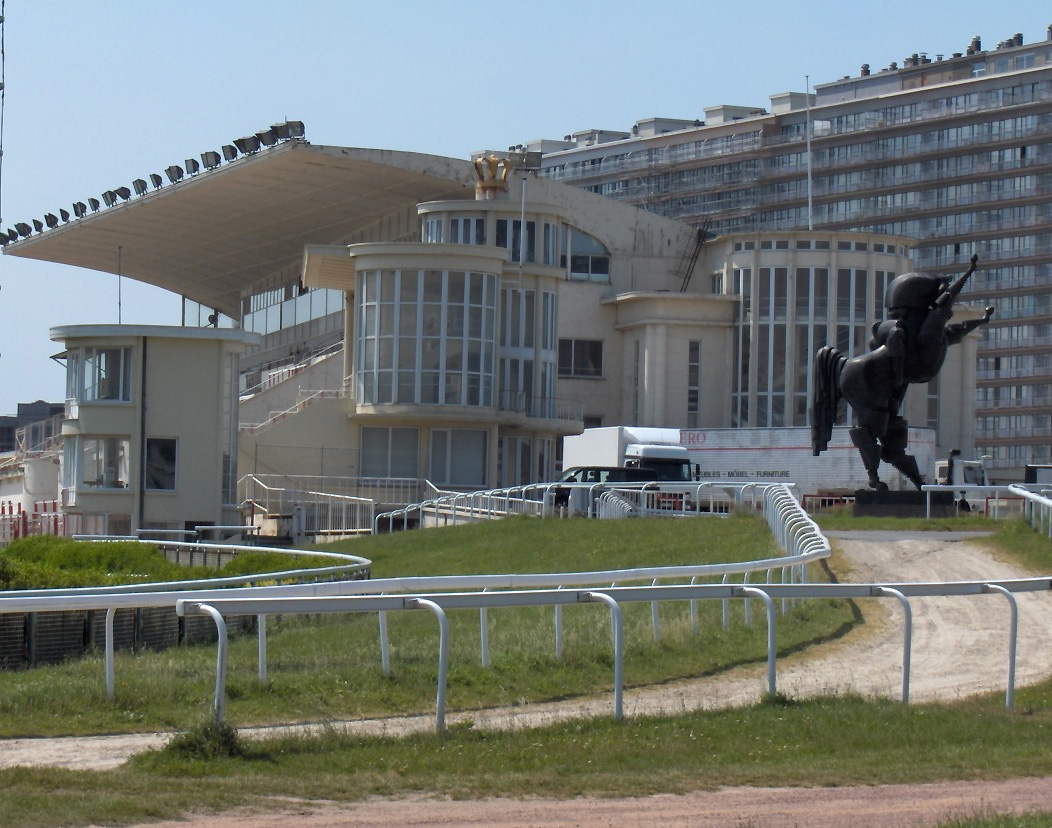
Tribunes royales.
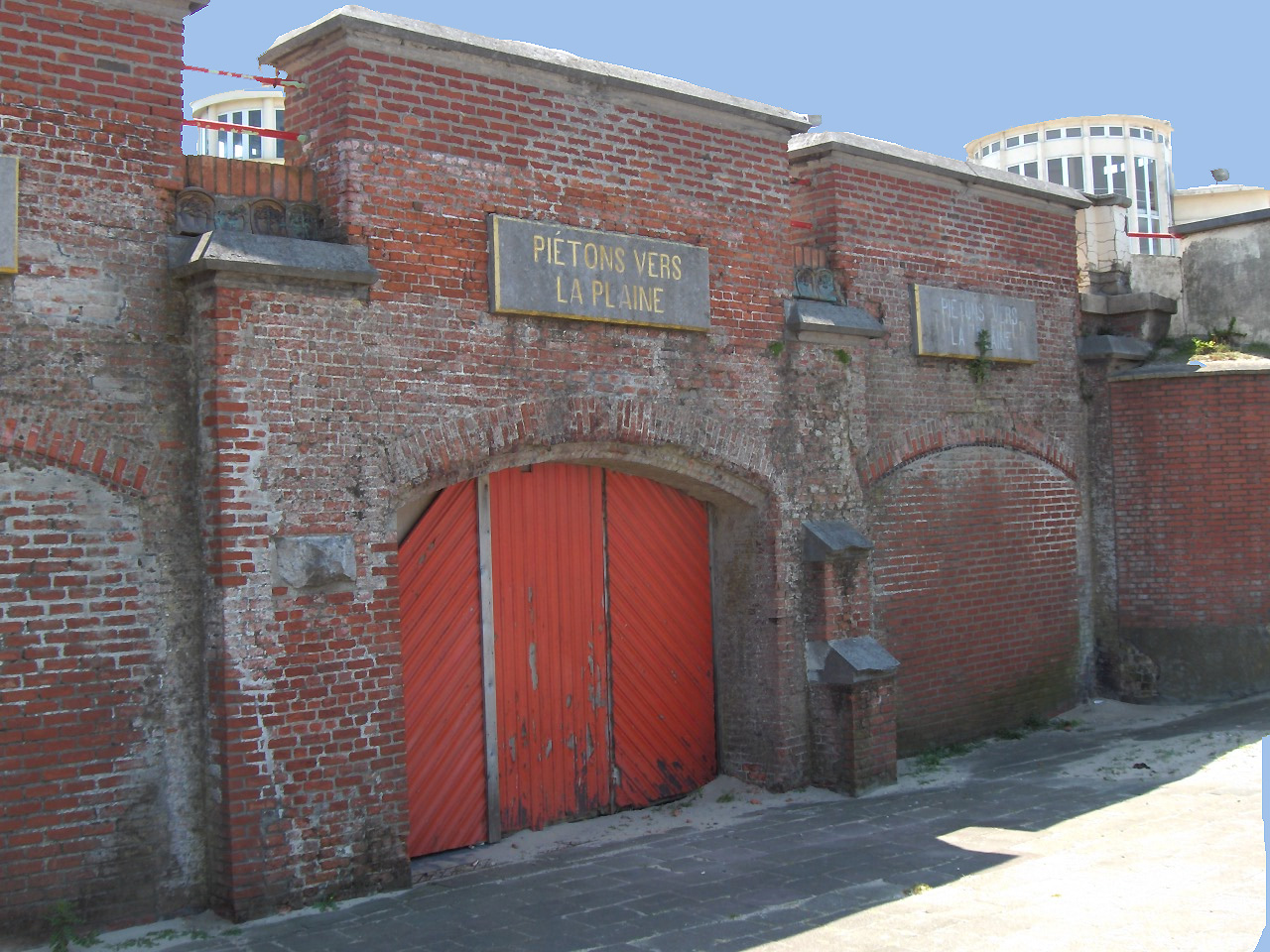
Ancienne entrée pour les piétons.
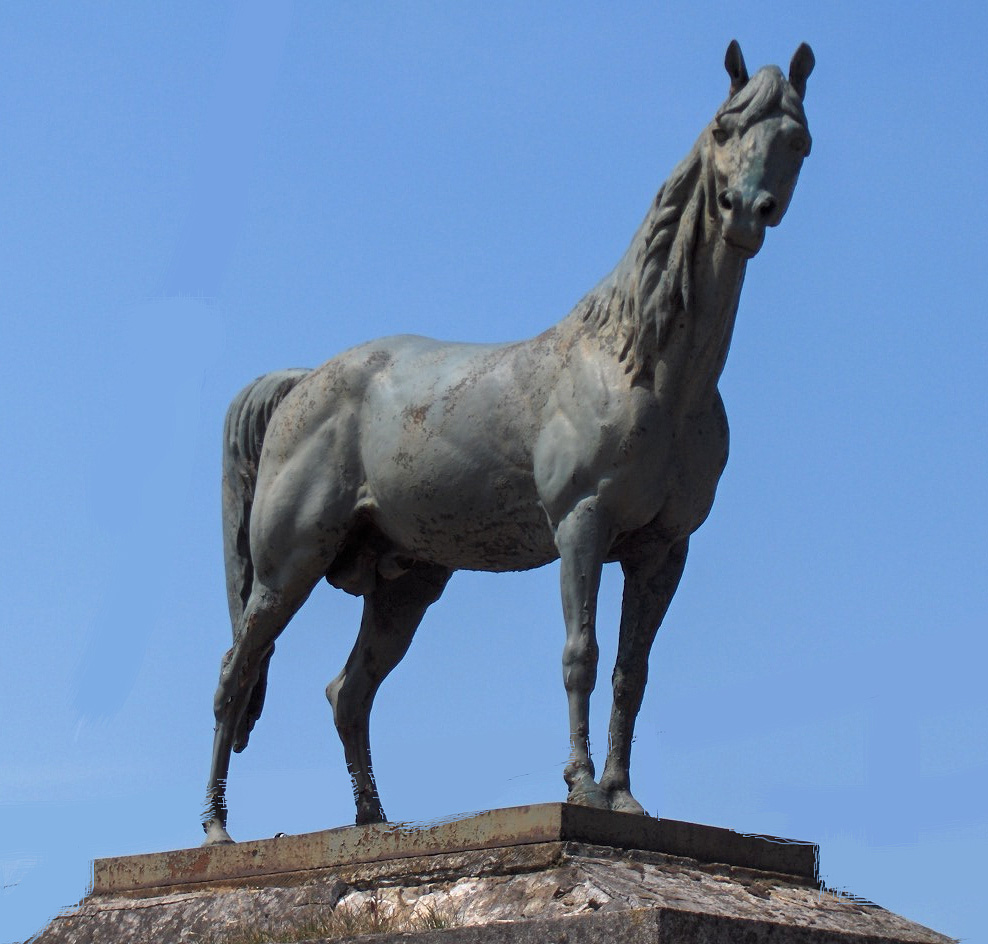
Statue de Prince Rose.

### Publications

1983 - 1984
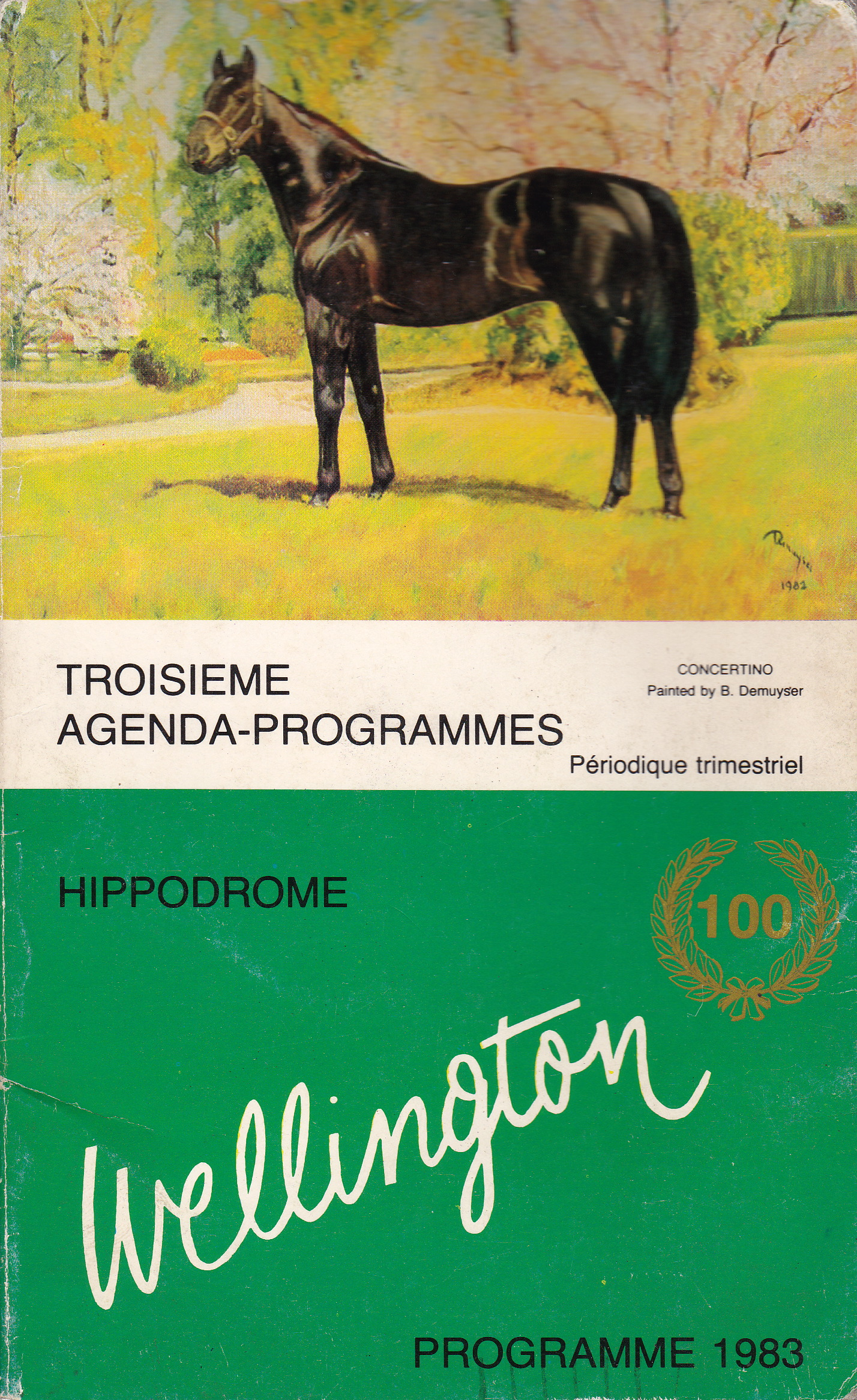
Concertino, peint par l'artiste Bob Demuyser - Programme célébrant le centenaire de l'hippodrome (1883-1983).
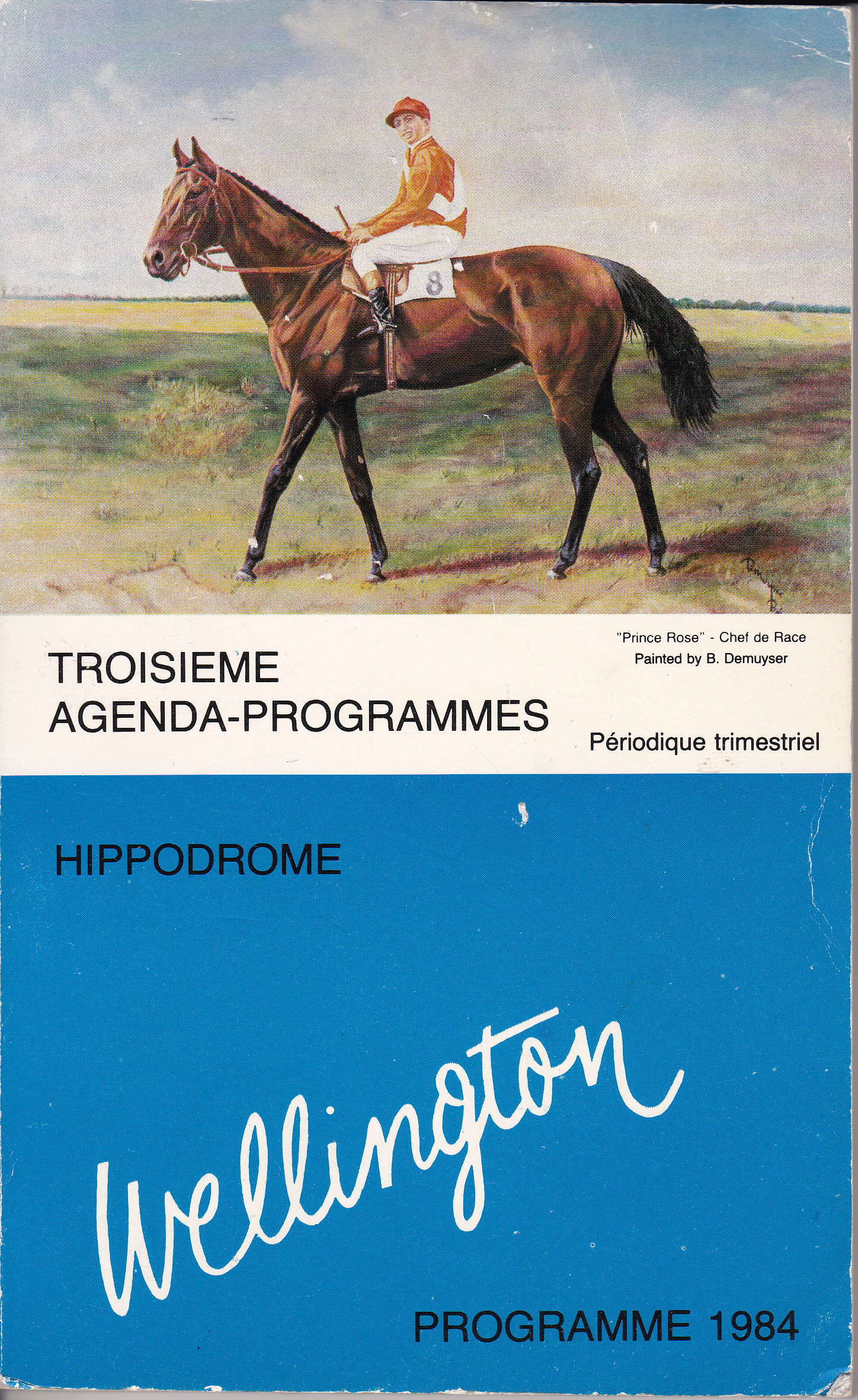
Prince Rose, peint par l'artiste Bob Demuyser - Programme des courses de juillet-août 1984.

## Sources
- Hostyn, Norbert - 'Hippodroom Wellington 1883-1983' - De Plate 12 (1983) p. 139-141 en 186-188
- Vens, Roger - 'De Wellingtonrenbaan'. Open Monumentendag Oostende, Oostende 1995, p. 9-13
- (nl) Provient de la traduction de l'article néerlandophone